# 山田信夫
山田信夫（日语：／ Yamada Nobuo，1964年1月20日—2025年8月9日），愛稱NoB，是日本的男性歌手，他曾是MAKE-UP、GRAND PRIX及P.A.F三個樂隊成員之一。曾演唱《聖鬥士星矢》主題曲〈天馬座幻想〉以及特攝《超級戰隊系列》樂曲。曾是Columbia Music Entertainment属下的Project.R成員之一。

## 經歷
1983年，山田以主唱身份參與了「LOUDNESS」鼓手樋口宗孝的個人專輯《破壞凱旋錄》，以及硬式搖滾組合「M'tFUJI」的專輯錄製。1984年4月1日，他以硬式搖滾樂團「MAKE-UP」的主唱身分正式出道，期間共發行4張專輯。
1986年，加入企劃樂團「吵死人對不起BAND」（うるさくてゴメンねBAND），該團成員包括鳴瀨喜博（貝斯）、そうる透（鼓手）、松本孝弘（吉他）、卡門真紀（雙主唱）等，並由Victor唱片發行現場專輯。此後，他歷經與GRAND PRIX、PATA合作的「P.A.F」、個人主唱活動，並先後擔任URUGOME、OSAMU METAL 80's等樂團主唱。「NoB」這個藝名自個人活動時期開始沿用。同時，他亦以音樂製作人身份活躍，參與「No?Yes!!」（COMPLEX）等企劃，並以製作團體 M.N.R.G.成員身分，為鈴木紗理奈（〈シャレになんない〉、〈Boo Bee MAGIC〉）、D-SHADE、VANITY 等歌手與團體製作作品。
2005年，他的吉他手岩崎貴文被選為《魔法戰隊魔法連者》主題曲演唱者，因此受邀演唱該作的插入歌。2006年，又被選為《轟轟戰隊冒險者》主題曲演唱者，自「MAKE-UP」時期演唱《聖鬥士星矢》以來，再次進軍動畫與特攝領域。2009年，他與「EARTHSHAKER」的石原愼一郎組成 Dr.Metal Factory，連續推出兩張將J-POP樂曲改編為重金屬風格的專輯《カヴァメタ Now》與《カヴァメタ Then》。2010年，他在《天裝戰隊護星者》中再度擔任戰隊系列主題曲演唱者，成為繼佐佐木功、MoJo、影山浩宣、佐藤健太、PSYCHIC LOVER之後，第6位至少兩度演唱超級戰隊主題曲的歌手或團體。2012年，與MASAKI（貝斯）、白田一秀（吉他，前PRESENCE、GRAND SLAM成員）、JOE（鼓手，DASEIN）、清水賢治（鍵盤）組成DAIDA LAIDA。
2024年4月，他在官方網站宣布罹患腦瘤，取消原定海外公演，專心接受治療與復健。2025年2月25日，他再度於官方網站透露，自己早在7年前已被診斷出罹患腎臟癌。
2025年8月9日，山田因腎臟癌逝世，享年61歲；其經紀公司於同月13日對外公布訃報。

## 作品

### 專輯
| 發售           | 標題           | 規格品番    | 唱片公司            | 備註     |
| -------------- | -------------- | ----------- | ------------------- | -------- |
| 1994年4月16日  | NoB 1st.       | POCH-1330   | 寶麗多              |          |
| 2006年10月18日 | HISTORY OF NoB | COZX-229/30 | 日本古倫美亞        | 精選專輯 |
| 2018年7月4日   | No Regrets     | JTCD-0008   | JT STUDIO akihabara |          |

### 單曲
| 發售           | 標題                               | 規格品番    | 唱片公司             | 備註               |
| -------------- | ---------------------------------- | ----------- | -------------------- | ------------------ |
| 1993年10月20日 | いつだって逢いたい                 | PODH-1165   | 宝丽多唱片           |                    |
| 1994年2月2日   | 息もつまるほどに愛しくて           | PODH-1180   | 宝丽多唱片           |                    |
| 1994年6月22日  | 君のために僕のために               | PODH-1216   | 宝丽多唱片           |                    |
| 2006年3月8日   | 轟轟戰隊冒險者／冒險者 ON THE ROAD | COCC-15845  | 日本哥倫比亞唱片公司 | 分拆單曲           |
| 2010年3月17日  | 天裝戰隊護星者／Gatcha☆護星者      | COCC-16351  | 日本哥倫比亞唱片公司 | 分拆單曲           |
| 2019年3月20日  | 騎士龍戰隊龍裝者【限定盤】         | COCC-17600  | 日本哥倫比亞         | 分拆單曲           |
| 2019年10月23日 | 鬥魂！獸人摔角手                   | COZC-1591/2 | 日本哥倫比亞         | 與 獸人摔角手 合作 |

### 其他／參與歌曲
- 《炎神戰隊轟音者》（2008年）
  - BANG! BANG! ゴーオンジャー
  - BANG! BANG! ゴーオンジャー -BAND! Bang!-MIX-
- 《天裝戰隊護星者》（2010年）
  - 降臨! ゴセイグレート
  - ゴセイアルティメット〜希望の樹の華
- 《海賊戰隊豪快者》（2011年）
  - 超級戰隊英雄歌手 ※以 Project.R 成員身份參與
  - 完成! 豪獣神
  - 超級戰隊英雄歌手〜199ver. ※以 Project.R 成員身份參與
  - 超級戰隊英雄歌手〜Now & Forever ver. ※以 Project.R 成員身份參與
- 《特命戰隊Go Busters》（2012年）
  - Perfect Mission
- 《獸電戰隊強龍者》（2013年）
  - KYORYUZIN
- 《動物戰隊獸王者》（2016年）
  - 超級戰隊英雄歌手2016 ※以 Project.R 成員身份參與
  - 動物合體！ジュウオウキング
  - ジュウオウFight!
- 《宇宙戰隊九連者》（2017年）'
  - 巨大宇宙戰艦バトルオリオンシップ ※以 Project.R 成員身份參與
- 假面騎士亞馬遜THE MOVIE 最後的審判（2018年）
  - EAT, KILL AL  ※以 Project.R 成員身份參與
- 《國王戰隊帝王者》（2023年）
  - Just we go

## 獎項
由山田信夫作曲、狄易達主唱的特攝《轟轟戰隊》香港版主題曲《轟烈勇士》，曾於《動畫金曲音樂會》和《新城勁爆兒歌頒獎禮2009》分別奪得「十大兒歌金曲」及「新城勁爆兒歌」獎。

## 關連項目
- MAKE-UP
- Pata

## 外部連結
- （日語） NoB OFFICIAL WEB SITE／山田信夫官方網站
- （日語） URUGOME CHANNEL
- （日語） OSAMU METAL 80's
- （日語） 山田信夫 - 動畫歌手資料庫 （页面存档备份，存于）
- （日語） NoB - 動畫歌手資料庫 （页面存档备份，存于）